# Улица Гайзиня (Рига)
Улица Га́йзиня (латыш. Gaiziņa iela) находится в Латгальском предместье города Риги, в историческом районе Московский форштадт. Пролегает в юго-западном направлении от улицы Эмилияс Беньяминяс до улицы Ластадияс, рядом с Центральным рынком. В средней части пересекает улицу Прагас, с другими улицами не пересекается.
Названа в честь высочайшей географической точки Латвии — горы Гайзинькалнс, расположенной в Мадонском крае.

## История
Улица Гайзиня сформировалась при постройке квартала «красных амбаров», начавшейся в середине 1860-х годов, как одна из продольных линий этого района. Первоначально названия не имела и рассматривалась как ответвление Старой Амбарной улицы (упоминается в городских адресных книгах с 1868/1869 года) на территории 2-го участка (квартала) этих амбаров. После постройки учебных заведений (ныне дома № 1 и 3), в 1914 году улице было присвоено название — Суздальская улица (нем. Susdalstrasse, латыш. Suzdaļas iela).
Современное название, которое в последующем уже не изменялось, улица получила в 1923 году. В годы немецкой оккупации именовалась Gaisingstrasse.

## Транспорт

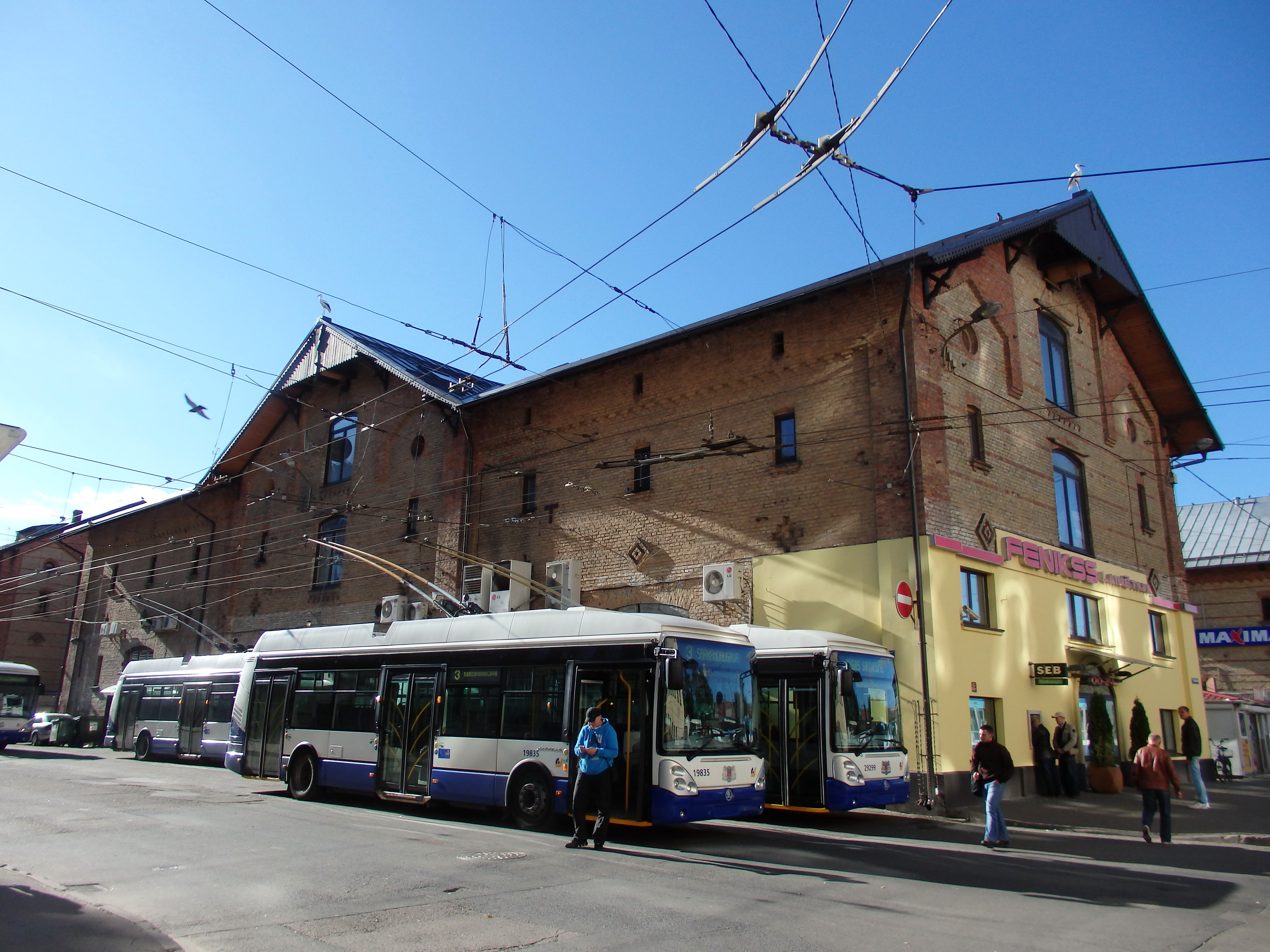
Конечная «Centrāltirgus» на ул. Гайзиня

Общая длина улицы Гайзиня составляет 357 метров. На всём протяжении асфальтирована. Участок между улицами Ластадияс и Прагас относится к территории Центрального рынка; въезд и выезд на него ограничен и регулируется с обеих сторон шлагбаумами. Отрезок между улицами Прагас и Эмилии Беньямин используется для разворота троллейбусов при конечной станции «Centrāltirgus», при этом участок длиной 50 метров, прилегающий к ул. Эмилии Беньямин, закрыт для транспорта, кроме общественного — здесь расположена площадка для отстоя троллейбусов и посадочная площадка некоторых маршрутов.
Остальная часть улицы (около 100 метров) является, по сути, тупиковой, со въездом от улицы Прагас, и открыта для движения всех видов транспорта в обоих направлениях.

## Застройка
- Дом № 1 — Рижская средняя школа имени Рейнгольда Шмелинга[латыш.]. Здание построено в 1912–1913 годах как Мариинская школа для девочек (архитектор Р. Г. Шмелинг). В 1920-1930-е годы — 4-я Рижская русская школа, с середины 1930-х годов 4-я Рижская гимназия. С 1944 — 59-я основная школа (с русским языком преподавания), с 1956 — 10-я вечерняя (сменная) школа, с 1991 — Рижская вечерняя гимназия (современное название с 2019)[1]. Является охраняемым памятником архитектуры местного значения[6].
- Дом № 3 — Рижский строительный колледж. Здание построено в 1911–1912 годах как городская ремесленная школа (архитектор Николай Норд). С 1926 — Рижский городской техникум, в послевоенные годы — вечерний политехникум, с 1957 — Рижский строительный техникум, с 1995 — колледж[1].
- Противоположную сторону улицы образуют корпуса «красных амбаров», почти полностью относящиеся к соседней улице Спикеру. Последний корпус, угловой с ул. Ластадияс, имеет адрес ул. Гайзиня, 7 — здесь расположен социальный центр «Гайзиньш» Латвийского Красного Креста[7].

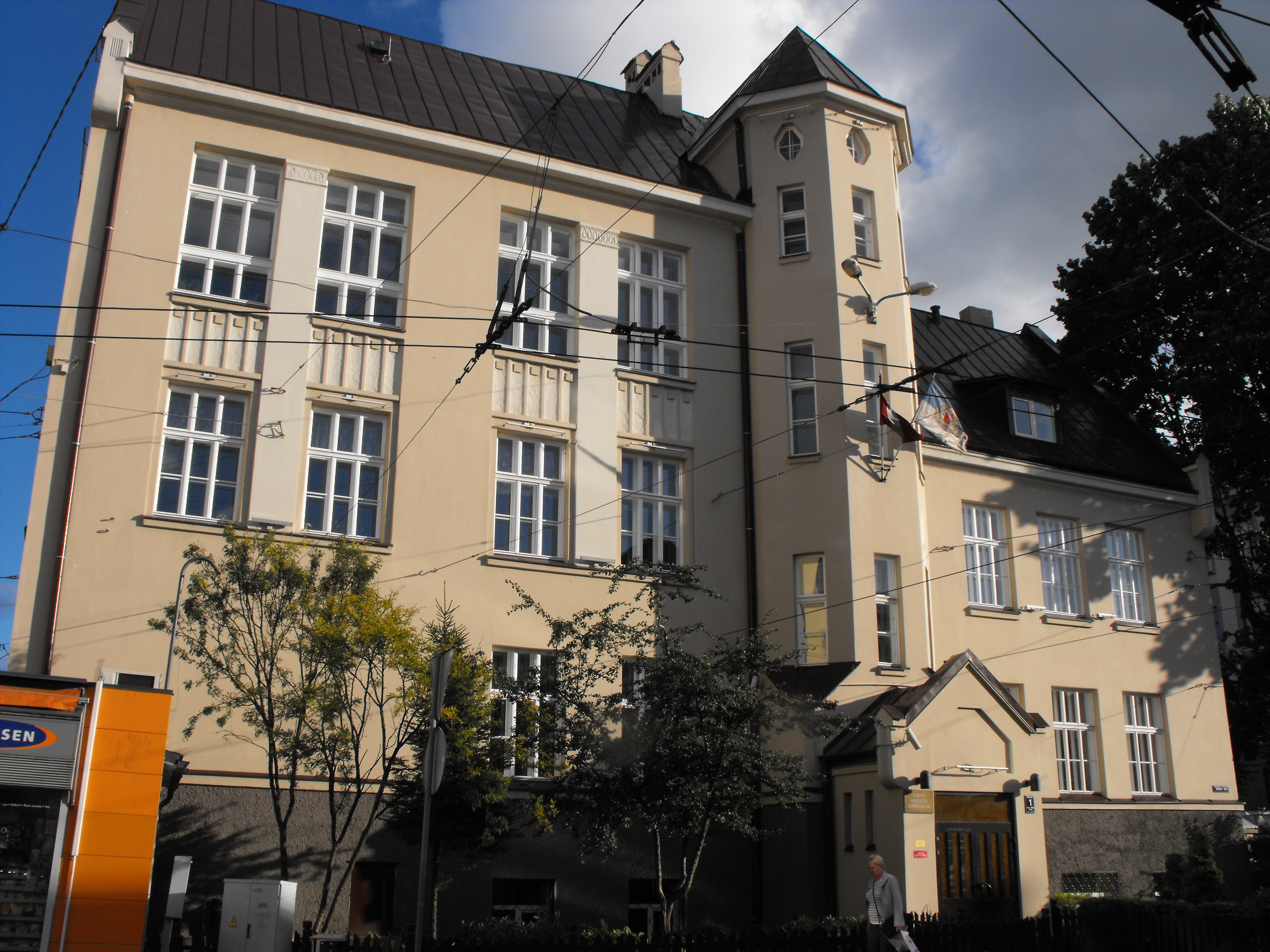
Дом № 1
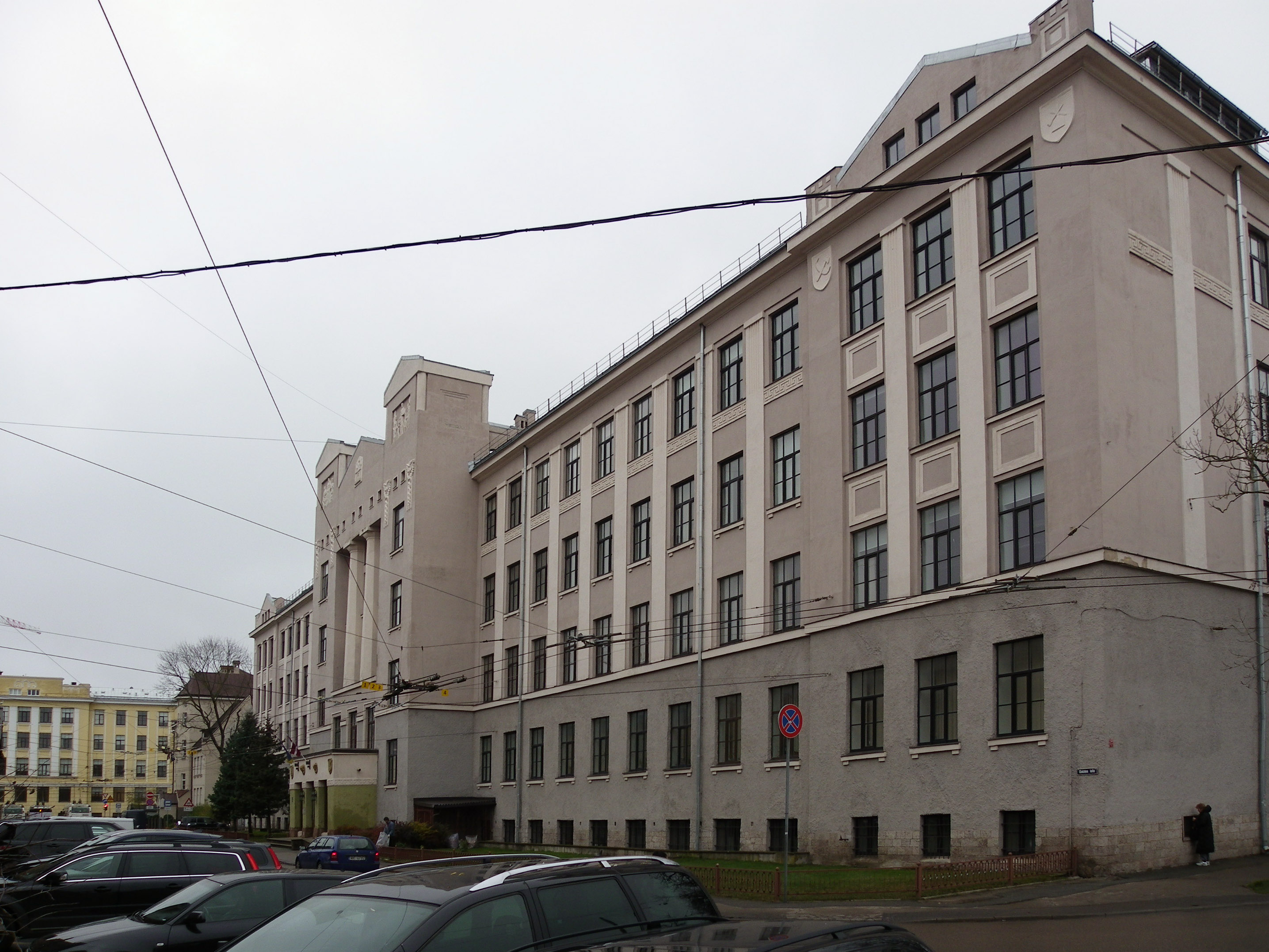
Дом № 3
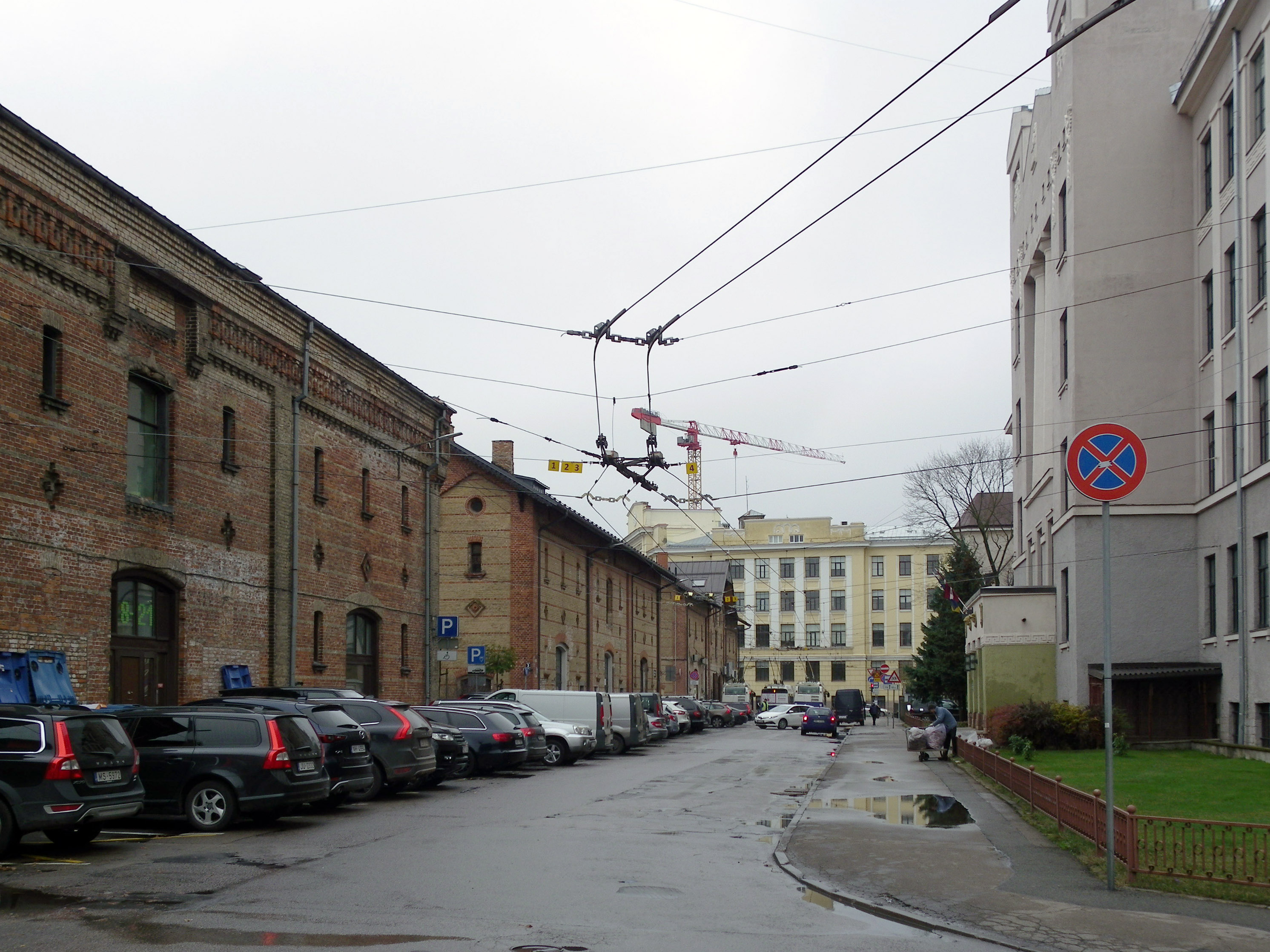
Вид от улицы Прагас
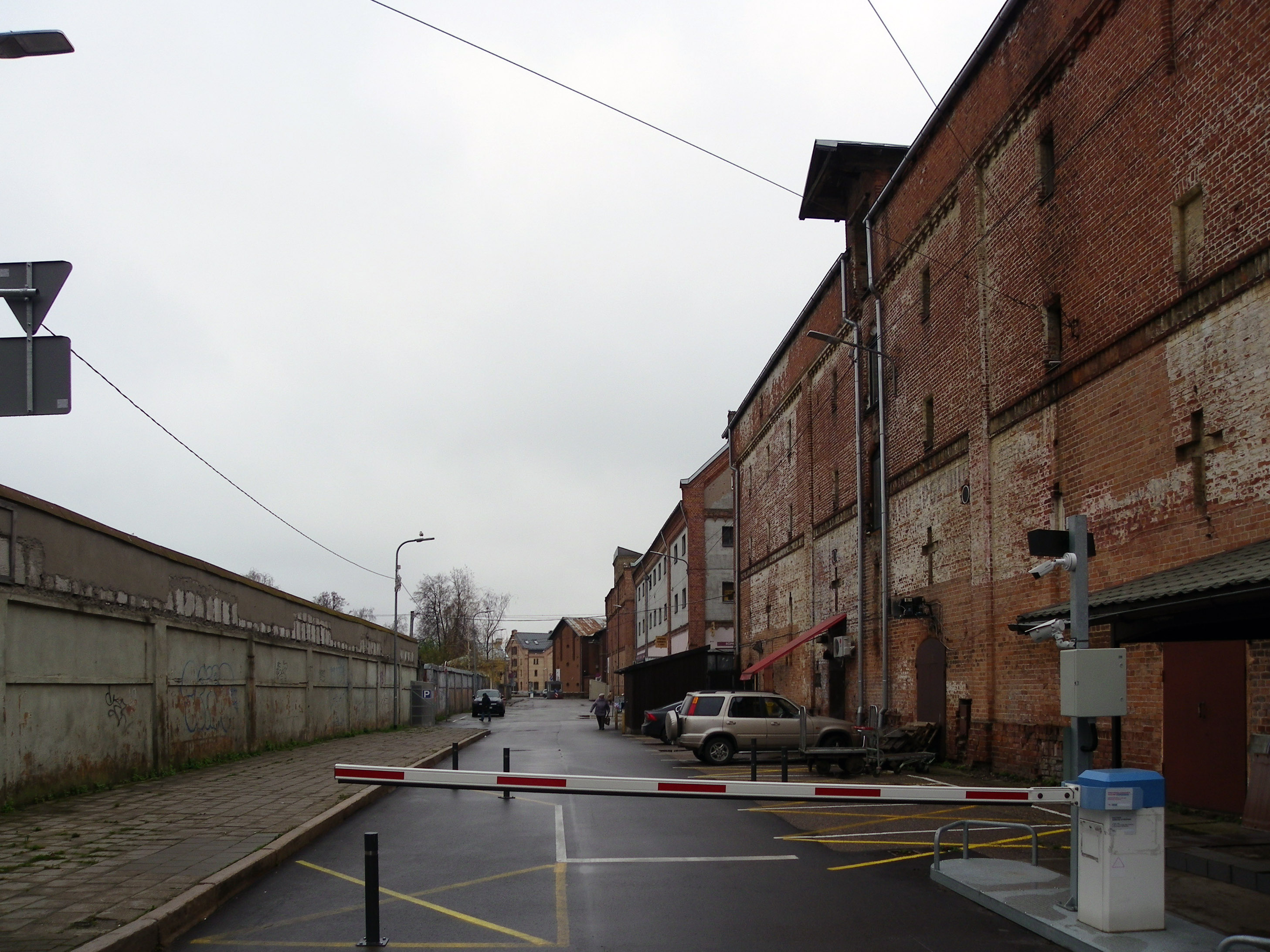
Дальняя часть улицы